# Sounds from the Thievery Hi-Fi
A Sounds from the Thievery Hi-Fi egy 1997-es Thievery Corporation lemez.

## Számok
1. "A Warning (Dub)" – 2:14
2. "2001 Spliff Odyssey" – 5:06
3. "Shaolin Satellite" – 6:23
4. "Transcendence" – 4:06
5. "Universal Highness" – 4:21
6. "Incident at Gate 7" – 6:28
7. "Manha" – 3:48
8. "Scene at the Open Air Market" – 2:57
9. "The Glass Bead Game" – 6:11
10. "Encounter in Bahia" – 3:59
11. "The Foundation" – 5:38
12. "Interlude" – 2:22
13. "The Oscillator" – 4:14
14. "Assault on Babylon" – 4:25
15. "38.45 (A Thievery Number)" – 5:06
16. "One" – 4:51